# Isidoro Francisco Guimarães
Isidoro Francisco Guimarães (Lisboa, 29 de abril de 1808 — 17 de janeiro de 1883), primeiro e único visconde da Praia Grande de Macau, foi um oficial da Armada Portuguesa que se distinguiu com administrador colonial. Entre 1851 e 1863 desempenhou o cargo de Governador de Macau. Foi durante o seu mandato como governador que o Jogo, hoje a actividade económica mais importante de Macau, foi legalizado.